# SnowRunner
SnowRunner — компьютерная игра в жанре автосимулятор бездорожья, разработанная студией Saber Interactive и изданная Focus Entertainment. Игра является продолжением MudRunner и была анонсирована изначально как MudRunner 2 в августе 2018 года, релиз состоялся 28 апреля 2020 год на Windows, PlayStation 4 и Xbox One. На Nintendo Switch игра была портирована 18 мая 2021 года, для приставок нового поколения PlayStation 5 и Xbox Series X/S релиз состоялся 31 мая 2022 года. В SnowRunner необходимо доставлять различные грузы в условиях бездорожья на грузовых автомобилях в различных регионах России и Северной Америки.

## Игровой процесс
Игрок управляет одним из множества транспортных средств, которые могут быть выбраны для выполнения разнообразных заданий в открытом мире игры. В заданиях требуется доставлять грузы, спасать людей и искать потерянные предметы, для чего приходится преодолевать различные препятствия, такие как грязь, вода, лед и снег. С помощью лёгких внедорожников можно заранее разведать карту, изучить дороги и благодаря этому выбрать оптимальный маршрут, чтобы избежать грязи и воды. Некоторые участки дорог открываются лишь после прохождения определённых заданий, например строительство моста или разбор завала.
Игра предлагает широкий выбор транспортных средств, кузовов и прицепов, каждый из которых имеет свои уникальные характеристики и способности. Машины в игре поделены на несколько классов: шоссейные, грузовые, внедорожные, тяжёлые и разведчики (пикапы и универсалы). Представлена возможность выбора различных типов двигателей, колес и прочих деталей для каждого транспортного средства. Это позволяет игроку настраивать свое транспортное средство в соответствии с условиями окружающей среды — бездорожье, лёд, шоссе и прочие. Часть улучшений открывается с ростом уровня игрока, часть необходимо найти на местности. В SnowRunner используется реалистичная физика. Кроме того, в игре есть система повреждений, которая влияет на управляемость и производительность транспортного средства в зависимости от количества повреждений. Игрок может ремонтировать свой автомобиль в гараже и при помощи специальных грузов. Большинство машин являются постсоветского и американского происхождения, часть из них имеют выдуманные названия, часть официально лицензированы.
Действие игры происходит в различных регионах, которые представлены из нескольких связанных между собой карт. На картах есть как одиночные задания, так и цепочки миссий, которые приводят к выполнению глобальных задач данного региона. С каждым регионом связана своя история, например произошедшая недавно катастрофа, последствия которой предстоит устранить игроку.

## Базовая игра
На момент выпуска в игре были представлены три региона:
- Мичиган — стартовая локация в осеннем американском регионе с четырьмя картами (Блэк-Ривер, Остров Драммонд, Смитвиллская дамба и Островное озеро), где приходится бороться с последствиями наводнения.
- Аляска — американский регион с зимними картами: Залив Педро, Горная река, Северный порт и Белая долина
- Таймыр — летний русский регион с картами Болота, Карьер, Зимнегорск и Овраг потребует заниматься исследованиями с помощью модуля сейсмического вибратора[6].

В дальнейшем в игру было добавлено множество дополнений, называемых «сезонами», в которых добавлялись новые регионы, карты, автомобили и игровые механики.

## Сезоны

### Сезон 1: Search & Recover
Первое дополнение «Ищи и Восстанавливай» вышло 13 июля 2020 года. Был добавлен новый русский регион — Кольский полуостров с двумя картами Ковдозеро и Имандра. Особенностью региона являются ледяные дороги по замёршим водяным поверхностям, которые могут треснуть в любой момент. Появился новые режим испытаний в стиле MudRunner, новые автомобили и раскраски. Для создания пользовательских модификаций появились новые возможности, такие как создание собственных карт и заданий.

### Сезон 2: Explore & Expand
Действие дополнения «Исследуй и Расширяй», вышедшего 16 ноября 2020, происходит в канадском Юконе. Появились две новых карты, Подтопленные Предгорья и Пик Биг-Салмон, новые автомобили, испытания. Появилась новая механика, игроки могут разбирать некоторые постройки и оставлять грузы на промежуточных складах. Также добавились новые задания для регионов базовой игры — Аляски и Таймыра.

### Сезон 3: Locate & Deliver
В дополнении «Ищи и Доставляй» добавлены лесистые затопленные местности американского штата Висконсин с двумя новыми картами — Блэк Бэджер Лэйк и Река Грэйнвудс, где игроку предстоит восстановить железнодорожную станцию и подключить электричество в заброшенные дома. Дополнение вышло 11 февраля 2021 года. Помимо новых машин, испытаний и раскрасок транспорта, также появятся задания по лесоперевозке на существующих ранее картах.

### Сезон 4: New Frontiers
Четвёртое дополнение «Новые Рубежи», вышедшее 18 мая 2021 года, посвящено восстановлению старого космодрома в Амурской области. Зимний регион площадью 12 квадратных километров представляет собой четыре карты: Река Урска, Объект Северный Щит, Космодром и Чернокаменск. Одновременно с выходом 4 сезона игра была выпущена на Nintendo Switch и в Steam.

### Сезон 5: Build & Dispatch
Дополнение «Строй и Отправляй» добавляет в игру осеннюю Ростовскую область с двумя новыми картам — Промзона и Антоновский заповедник — где предстоит восстановить завод Tatra. Соответственно впервые в игру добавятся лицензированные автомобили чешского производства. На Windows появились кросс-платформенная игра между версиями игры, приобретёнными в магазинах EGS, Steam и Microsoft Store. Помимо этого в игру были добавлены режим полного погружения с минимальным интерфейсом и динамическая рампа.

### Сезон 6: Haul & Hustle
Дополнение «Тащи и Спеши» вышло 8 декабря 2021 года. В нём добавился американский штат Мэн с двумя зимними картами — Низина и Национальный парк Йеллоурок. Игроку предстоит помочь основать базу лесников в безлюдной глуши, для этого придётся создавать производство на пустом месте. На старте существует лишь простейший гараж без возможности ремонта, дозаправки и улучшения транспорта, но со временем функции базы расширяются. Также в игру добавили фоторежим и кросс-платформенную игру между PC-совместимыми ПК и PlayStation 4.

### Сезон 7: Compete & Conquer
31 мая 2021 вышло новое дополнение «Соревнуйся и Побеждай», сосредоточенное на развитии гоночной механики. Появился новый американский регион Теннесси с лишь одной летней картой Горящая мельница. В одиночной игре появились испытания на время, в кооперативной — соревновательные заезды. Гонки представлены в двух видах: кольцевые заезды и бездорожье. Кросс-платформенная игра появилась между всеми платформами. Помимо этого вышло обновление для приставок нового поколения PlayStation 5 и Xbox Series X/S с поддержкой разрешения 4K и кадровой частотой 60 кадров в секунду, ускоренными загрузками, улучшенной глубиной резкости и другими графическими улучшениями.

### Сезон 8: Grand Harvest
Крупнейшее дополнение «Великий Урожай» вышло 13 октября 2022 года. Впервые регионом стал вымышленная локация — центральноазиатские Белозерские Луга. Добавились четыре летние карты: Перекресток, Институт, Основной район и «HarvestCorp».
Вымышленный «центральноазиатский» регион в файлах игры подписан, как Азербайджан, а также имеет очертания карты Азербайджана, однако у одного из новых тракторов флаг Казахстана. При этом местные деревни имёют русские названия «Северные и Южные Черемушки», пасхалка c русской надписью «Здесь были Лёша и Вика».
В дополнении появились новые механики в виде сельского хозяйства, необходимо пахать, сеять и собирать урожай, для чего в игре появятся трактора Кировец. Помимо этого, в игре добавили режим «Новая игра +» с возможностью начать новую игру с более гибкими условиями.

### Сезон 9: Renew & Rebuild
Девятое дополнение «Обновляй и восстановливай» вышло 28 февраля 2023 года. Действие происходит в осеннем канадском регионе Онтарио, где на двух картах (Река Олбани и Сгоревший лес) предстоит восстанавливать территорию после опустошительных лесных пожаров. Также добавились новые машины, грузы, косметика и были исправлены некоторые ошибки.

### Сезон 10: Fix & Connect
Дополнение «Ремонтируй и Подключай» добавило в игру летний канадский регион Британская Колумбия 18 июля 2023 года с двумя картами — Дункан Бэй и Национальный парк Норт-Пик. По ходу прохождения игроку предстоит доставлять генераторы, устанавливать электрические столбы и помогать в ремонте инфраструктуры пострадавшего из-за бури региона. Важнейшим нововведением стала появившаяся поддержка кросс-платформенных сохранений и кросс-прогресса с помощью системы PROS.

### Сезон 11: Lights & Cameras
Дополнение «Свет и Камеры» вышло 19 октября 2023 года. Основная сюжетная ветка посвящена помощи при съёмке нового блокбастера. Игрок занимается перевозкой декораций, зелёных экранов и актёров. Действие происходит на двух новых зимних картах Скандинавии — Горная гряда и Край озёр. Среди новых машин была добавлена одна лицензированная «Бурлак» 6×6.
Незадолго до выхода дополнения, 15 августа 2023 года, игра перестала быть доступной к покупке в игровых магазинах Steam, Epic Games Store на территории России, Белоруссии и на Украине. Как оказалось, это было связано с проблемой лицензирования грузовиков марки Ford.

### Сезон 12: Public Energy
Двенадцатое дополнение «Общественная энергетика» вышло 31 января 2024 года. Действие происходит в летнем американском регионе Северной Каролине, где на четырёх картах (Залив Пайнлайн, Реактивная зона, Равнина и Овиро Хиллз) предстоит строить ядерную электростанцию. Также добавились новые машины, грузы, косметика и были исправлены некоторые ошибки.
Вместе с релизом этого дополнения ожидалось, что игра вновь станет доступной для покупки в Steam и Epic Games Store в России, Белоруссии и на Украине, однако это не произошло.

### Сезон 13: Dig & Drill
В дополнении «Копай и бури», вышедшем 4 июня 2024 года, появился новый среднеазиатский регион — «Алматинская область» Казахстана и два новых автомобиля. На единственной карте игрок помогает властям запускать горнодобывающее предприятие.

### Сезон 14: Reap & Sow
Четырнадцатое дополнение «Жни и сей» вышло 26 сентября 2024 года. Действие происходит в новом летнем европейском регионе - Австрии, где на двух картах (Унтерфельд, Предгорье) предстоит построить замок, закончить работы в полях и оказать помощь в организации фестиваля. Были добавлены четыре новые машины, грузы, трейлеры, косметика и исправлены некоторые ошибки .

### Сезон 15: Oil & Dirt
Выход дополнения состоялся 10 апреля 2025 года. Действие Oil & Dirt разворачивается в Квебеке и содержит две новые карты общей площадью 8 км². Дополнение добавляет два грузовика — тяжёлый тягач Sleiter ST816 и универсальный Mercer K520, а также включает новые прицепы и декоративные элементы.

### Сезон 16: Expansion 4
Дополнение «Расширение 4» анонсировано 11 января 2024 года.

## Отзывы критиков
| Сводный рейтинг       | Сводный рейтинг                          |
| Агрегатор             | Оценка                                   |
| --------------------- | ---------------------------------------- |
| Metacritic            | 82/100 (PC) 81/100 (PS4) 75/100 (Switch) |
| OpenCritic            | 77/100                                   |
| «Критиканство»        | 82/100                                   |
| Русскоязычные издания |                                          |
| Издание               | Оценка                                   |
| 3DNews                | 8/10                                     |
| GoHa.Ru               | Хорошо                                   |
| PlayGround.ru         | 9,5/10                                   |
| StopGame.ru           | Похвально                                |
| «НИМ»                 | 7,9/10                                   |

Согласно Metacritic, игра получила «в основном положительные» отзывы от критиков. По данным OpenCritic, её рекомендуют 77 % рецензентов. Критиканство приводит оценку 8,2.